# Warszawski Dziennik Narodowy
Warszawski Dziennik Narodowy – polski dziennik wydawany w latach 30. XX wieku w II Rzeczypospolitej.
Czasopismo stanowiło kontynuację „Gazety Warszawskiej” zakazanej przez władze sanacyjne za skrajnie prawicowe poglądy w 1935.
„Warszawski Dziennik Narodowy” ukazywał się od 26 maja 1935. Numery gazety były wydawane jeszcze w październiku 1939, po wybuchu II wojny światowej i kapitulacji Warszawy.